# كارلا فكتور
كارلا فكتور (بالإنجليزية: Carla Viktor)‏ هي عارضة جنوب أفريقية، ولدت في 26 مارس 1990 في Hartbeespoort ‏ في جنوب أفريقيا.